# Saxon (Valais)
Saxon és un municipi del cantó suís del Valais, al districte de Martigny.

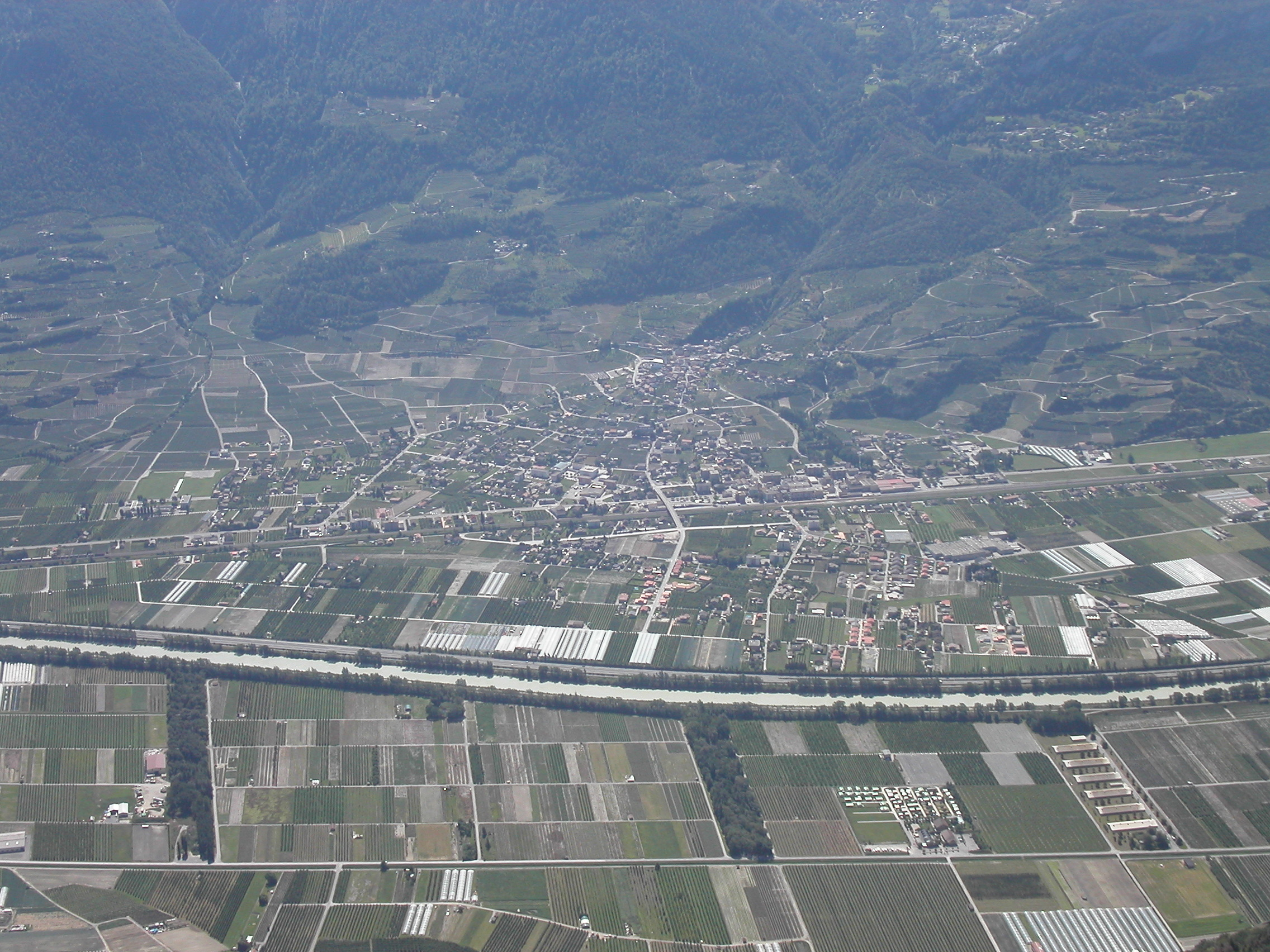
Vista aèria